# Ernst Zägel
Herbert Binkert (Marpingen, 5 de março de 1936 — Marpingen, 23 de abril de 2020) foi um futebolista alemão que atuava como atacante.

## Carreira
Jogou em apenas 2 clubes: o 1. FC Saarbrücken, entre 1955 e 1960 (90 jogos e 38 gols) e o VfR Kaiserslautern, onde atuou em apenas 11 partidas entre 1961 e 1962, tendo feito 3 gols.

## Seleção do Sarre
Zägel atuou pela Seleção do Sarre em apenas um jogo, contra a seleção B de Portugal, em 1956.

## Morte
Morreu em 23 de abril de 2020, aos 84 anos de idade.